# SMS Vineta (1897)
O SMS Vineta foi um cruzador protegido operado pela Marinha Imperial Alemã e quarta embarcação da Classe Victoria Louise, depois do SMS Victoria Louise, SMS Hertha e SMS Freya, e seguido pelo SMS Hansa. Sua construção começou em agosto de 1896 no Estaleiro Imperial de Danzig e foi lançado ao mar em dezembro de 1897, sendo comissionado em setembro de 1899. Era armado com uma bateria principal de dois canhões de 210 milímetros em duas torres de artilharia individuais, tinha um deslocamento de seis mil toneladas e alcançava uma velocidade máxima de dezenove nós.
O Vineta passou seus primeiros anos de serviço atuando na região do Caribe e da América do Sul, com suas principais atividades consistindo em visitas diplomáticas a porto estrangeiros e a proteção de interesses alemães na região. Durante este período se envolveu na Crise da Venezuela, em que fez o bloqueio de várias cidades e bombardeou diversas fortificações. Também sofreu um perigoso incêndio em um depósito de munição que ensinou a Marinha Imperial sobre a instabilidade de seus propelentes. Voltou para casa em 1905 e foi usado como navio-escola entre 1906 e 1908.
O cruzador foi descomissionado em 1909 e modernizado até 1911. Voltou ao serviço como um navio-escola de cadetes navais, realizando vários cruzeiros de treinamento. Durante um destes cruzeiros no Mar Mediterrâneo em novembro de 1912, participou de um protesto naval internacional contra a Primeira Guerra Balcânica. A Primeira Guerra Mundial começou em julho de 1914 e o Vineta foi mobilizado na V Grupo de Reconhecimento, porém atuou apenas brevemente antes de ser retirado do serviço ativo. Foi usado como alojamento flutuante e posteriormente desmontado em 1920.

## Características

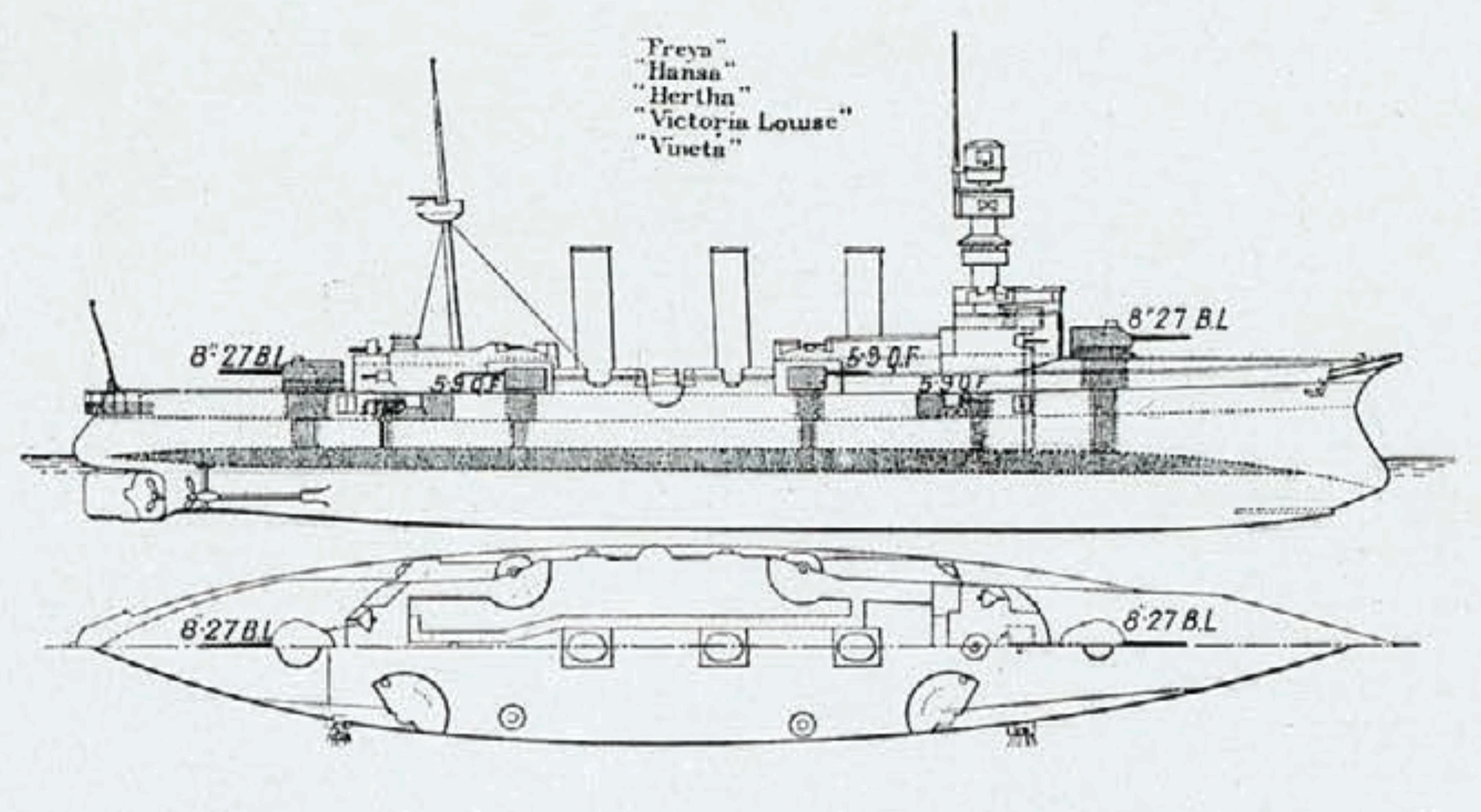
Desenho da Classe Victoria Louise

Elementos do alto comando naval alemão discordavam no início da década de 1890 sobre que tipos de cruzadores deveriam ser construídos para atender as necessidades da Marinha Imperial Alemã. Um lado preferia uma combinação de cruzadores de seis mil e de 1,5 mil toneladas, enquanto o outro lado defendia uma força uniforme de três mil toneladas. O primeiro lado venceu e três navios de seis mil toneladas foram autorizados em 1895, seguidos por mais dois no ano seguinte. A experiência da Marinha Imperial Japonesa na Primeira Guerra Sino-Japonesa mostrou os benefícios dos canhões de 210 milímetros, assim esta arma foi escolhida para a nova Classe Victoria Louise.
O Vineta tinha 110,5 metros de comprimento de fora a fora, uma boca de 17,6 metros e um calado de 7,08 metros à vante. Tinha um deslocamento normal de 5 885 toneladas, enquanto o deslocamento carregado chegava a 6 705 toneladas. Seu sistema de propulsão consistia em doze caldeiras Dürr a carvão que alimentavam três motores verticais de tripla expansão com quatro cilindros, cada um girando uma hélice. Este sistema tinha uma potência indicada de dez mil cavalos-vapor (7 360 quilowatts) para uma velocidade máxima de dezenove nós (35 quilômetros por hora). Podia carregar até 950 toneladas de carvão, o que proporcionava uma autonomia de 3 412 milhas náuticas (6 319 quilômetros) a uma velocidade de cruzeiro de doze nós (22 quilômetros por hora). Sua tripulação era formada por 31 oficiais e 446 tripulantes.
O armamento principal era composto por dois canhões calibre 40 de 210 milímetros montados em duas torres de artilharia individuais, uma à vante e outra à ré. A bateria secundária tinha oito canhões calibre 40 de 149 milímetros, quatro em torres de artilharia individuais à meia-nau e os outros quatro em casamatas. A defesa contra barcos torpedeiros era formada por dez canhões calibre 30 de 88 milímetros e dez canhões Maxim de 37 milímetros. Por fim, foi equipado com três tubos de torpedo submersos de 450 milímetros, um na proa e um em cada lateral. A blindagem era feita de aço Krupp; o convés tinha cem milímetros de espessura com laterais inclinadas de quarenta milímetros. As torres de artilharia principais e secundárias tinham laterais de cem milímetros, mesma nível de proteção das casamatas. A torre de comando tinha laterais de 150 milímetros.

### Modificações
O Vineta recebeu em meados da década de 1900 um tubo de torpedo giratório à estibordo para propósitos de teste. Esta montagem não foi bem avaliada e nunca foi usada em outros navios. O cruzador passou por uma grande reconstrução entre 1909 e 1911. Esta incluiu a substituição de suas caldeiras e a redução do número de chaminés de três para duas. Seus mastros militares foram removidos e substituídos por mastros de poste, o que melhorou sua capacidade de virada. Dois canhões de 149 milímetros e todas as armas Maxim foram removidas, enquanto um novo canhão de 88 milímetros foi instalado junto com três canhões calibre 35 de 88 milímetros. Foi totalmente desarmado em 1916.

## Carreira

### Construção
O Vineta foi encomendado sob o nome provisório "M"  e seu batimento de quilha ocorreu em 10 de agosto de 1896 no Estaleiro Imperial de Danzig. Foi lançado ao mar em 9 de dezembro de 1897 com um método incomum para a época. Em vez da tradicional rampa de lançamento, o navio foi movido para o lado até uma doca seca flutuante, que em seguida submergiu para flutuar o casco. O almirante Friedrich von Hollmann fez um discurso na cerimônia. A embarcação foi nomeada em homenagem à predecessora fragata SMS Vineta. Seguiu-se o trabalho de equipagem, que incluiu a adição de instalações para uma equipe divisional, e foi comissionado na Marinha Imperial em 13 de setembro de 1899. Seu primeiro oficial comandante foi o capitão de mar Hermann da Fonseca-Wollheim. Iniciou testes marítimos, que duraram até 24 de março de 1900, então voltou para o estaleiro a fim de passar por reparos. O capitão de mar Erich von der Groeben assumiu o comando em abril, mas ele morreu de um acidente vascular cerebral em 19 de maio, fazendo Fonseca-Wollheim reassumir o comando. O Vineta foi para Kiel para realizar preparações para suas primeiras atividades, partindo no dia 26 em direção da América do Sul.

### Américas e Caribe

#### Primeiras ações

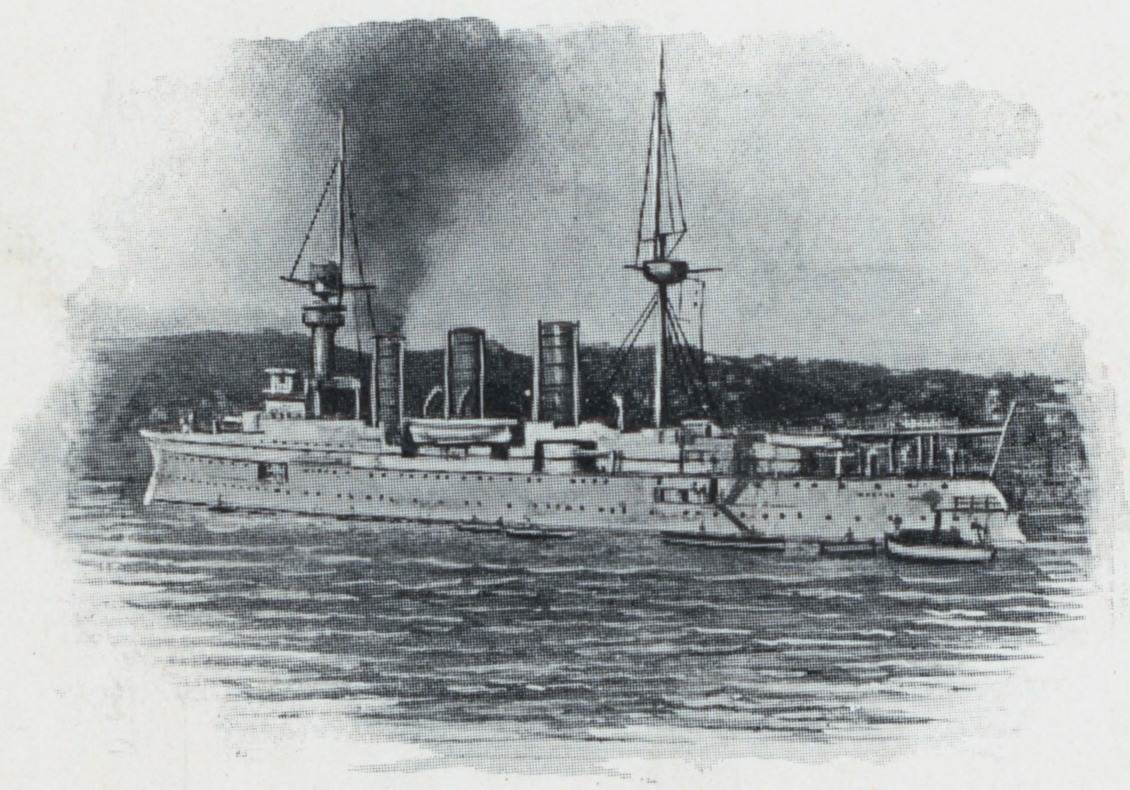
Ilustração do Vineta em 1901

O navio chegou em Santa Lúcia em 14 de junho e se juntou à Estação das Américas, que tinha sido desfeita anos antes; o último navio tinha sido o cruzador desprotegido SMS Geier em 1898. O Vineta começou um cruzeiro pela Venezuela e em seguida para o Mar do Caribe. Visitou Nova Orleães, nos Estados Unidos, e depois vários portos no México entre janeiro e fevereiro de 1901, retornando então para o litoral venezuelano. Chegou em Trindade em 6 de abril, de onde iniciou uma viagem pelo litoral oriental da América do Sul. Inspecionou a Ilha de Margarita em maio para uso potencial como uma base naval, porém os alemães determinaram que o porto não era suficiente para suas necessidades. O cruzador prosseguiu para o sul até La Plata, na Argentina, e retornou para o norte.
O Vineta chegou de volta na Venezuela em 1º de agosto e parou em La Guaira. Neste local recebeu ordens para proteger cidadãos e interesses comerciais alemães durante a Guerra dos Mil Dias entre Venezuela e Colômbia. O comando naval alemão também despachou o cruzador desprotegido SMS Falke e as antigas corvetas SMS Moltke e SMS Stein para reforçar o Vineta nessa tarefa. Além da proteção de alemães na área, a intenção também era demonstrar força para forçar o governo venezuelano a realizar reparações por questões relacionadas com conflitos internos na década de 1890. Dois marinheiros do Vineta foram presos na capital Caracas em 6 de outubro, fazendo o cruzador enviar uma equipe de desembarque para La Guaira com o objetivo de exigir suas solturas, algo que aconteceu rapidamente. No mesmo mês, um navio mercante alemão foi alvejado perto do litoral da Venezuela; ambos os incidentes foram resolvidos diplomaticamente. A ameaça aos interesses alemães na região foi menor do que o esperado, assim o Vineta foi destacado para passar por sua manutenção periódica em um estaleiro de Newport News, nos Estados Unidos, entre 26 de novembro de 17 de dezembro.
Durante esse período, Fonseca-Wollheim foi substituído pelo capitão de mar Oskar Stiege, enquanto o Moltke e Stein permaneceram em La Guaira. No final do ano estes dois navios partiram de volta para a Alemanha, sendo substituídos pelo cruzador rápido SMS Gazelle, que chegou em fevereiro de 1902. O Vineta retornou para Newport News para mais uma manutenção de 19 de maio a 25 de setembro. Stiege adoeceu em junho e o capitão-tenente Peter Lengerke, o oficial executivo, assumiu temporariamente o comando até a chegada do capitão de mar Georg Scheder em agosto. A embarcação foi para Porto Príncipe, no Haiti, ao sair da manutenção; mais cedo ainda em setembro, a canhoneira alemã SMS Panther tinha afundado a canhoneira haitiana Crête-à-Pierrot durante uma guerra civil no país. O Falke chegou algum tempo depois e o Vineta voltou para a Venezuela.

#### Crise venezuelana
Tensões entre a Venezuela, Alemanha, Reino Unido e Itália nesta altura tinham crescido significativamente por conta de medidas impostas pelo presidente Cipriano Castro para conter uma revolta, incluindo o bloqueio de várias cidades portuárias. Castro também suspendeu pagamentos de dívidas externas. O comando naval alemão instruiu seus navios na região a libertarem quaisquer embarcações mercantes alemãs tomadas pelos venezuelanos, podendo usarem força se necessário. A Alemanha tinha reunido o Vineta, Falke, Gazelle, Panther, Stein e a corveta SMS Charlotte. Foram organizados como a Divisão de Cruzadores da América Oriental, com Scheder recebendo o título de comodoro.

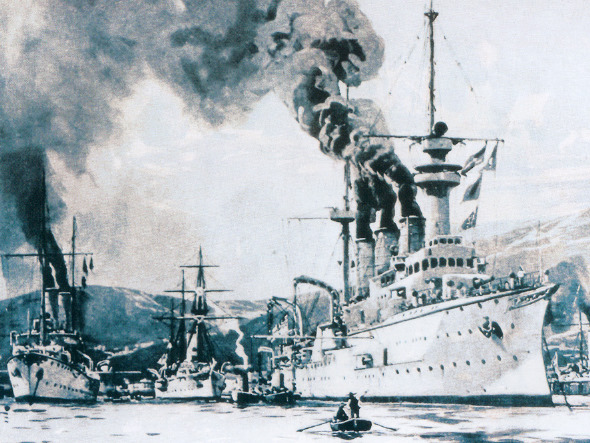
Desenho de Willy Stower de navios alemães bloqueando um porto venezuelano

Os europeus deram um ultimato a Castro em 7 de dezembro, mas ele ignorou. Scheder então começou a tomar ou neutralizar navios venezuelanos junto com o cruzador protegido britânico HMS Retribution e o barco torpedeiro HMS Quail, ambos colocados sob seu comando. Eles começaram operações contra a Armada Bolivariana da Venezuela entre 10 e 14 de dezembro. O Gazelle foi enviado para capturar a canhoneira Restaurador, enquanto o Vineta respondeu a um pedido de ajuda do cônsul alemão em La Guaira. Ele e o Retribution enviaram equipes de desembarque para defenderem o consulado e depois protegeram cidadãos britânicos na área. O navio mercante britânico SS Topaze foi abordado no dia 13 e sua tripulação presa. Em resposta, o cruzador protegido britânico HMS Charybdis bombardeou fortes em Puerto Cabello, pedindo ajuda do Vineta. Os dois bombardearam as fortalezas Libertador e Vigia, mas infligiram poucos danos. Eles enviaram equipes de desembarque para danificá-las com explosivos, conseguindo libertar a tripulação do Topaze. A ousadia do ataque anglo-alemão convenceu Castro a libertar todos os cidadãos alemães e britânicos presos.
Castro tinha se recusado a ceder às exigências alemãs e britânicas, assim os dois países declaram em 20 de dezembro um bloqueio naval, com a Itália também se juntando. Na época os alemães tinham o Vineta, Falke, Gazelle, Panther, Charlotte, a corveta SMS Stosch e o Restaurador, este último tendo sido colocado em serviço alemão. O navio mercante SS Sibiria foi usado como carvoeiro da divisão. Nessa época o vice-almirante britânico Archibald Douglas tinha chegado no cruzador protegido HMS Ariadne; como o oficial mais graduado na área, ele substituiu Scheder como o comandante da esquadra. Uma equipe de desembarque alemã foi enviada em 4 de janeiro de 1903 para ocupar Puerto Cabello e tomar os navios no porto.
O Panther atacou o Forte San Carlos em Maracaibo em 17 de janeiro, mas foi rechaçado depois de seu canhão de 105 milímetros de proa ter travado, não podendo manobrar para poder usar suas outras armas. Os venezuelanos consideraram essa ação como uma vitória, pois o navio alemão foi forçado a recuar sem infligir grandes danos, enquanto os alemães consideraram uma afronta contra sua honra. Consequentemente, o Vineta foi enviado quatro dias depois para silenciar o forte. O cruzador disparou vinte projéteis de 210 milímetros e 85 de 149 milímetros, incendiando e danificando a fortaleza. Os venezuelanos já tinham evacuado o local e assim não sofreram baixas. Os Estados Unidos, que se enxergavam como os protetores da América do Sul sob a Doutrina Monroe, inicialmente ignoraram a intervenção europeia, porém começaram a ficar cada vez mais hostis à medida que os europeus ficavam mais agressivos, especialmente depois do ataque contra o Forte San Carlos. Os europeus mesmo assim pediram para os estadunidenses arbitrarem um acordo, que resultou na Venezuela retomando os pagamentos da dívida externa em troca de receber de volta todos os navios civis e militares que tinham sido tomados.

#### Outras atividades

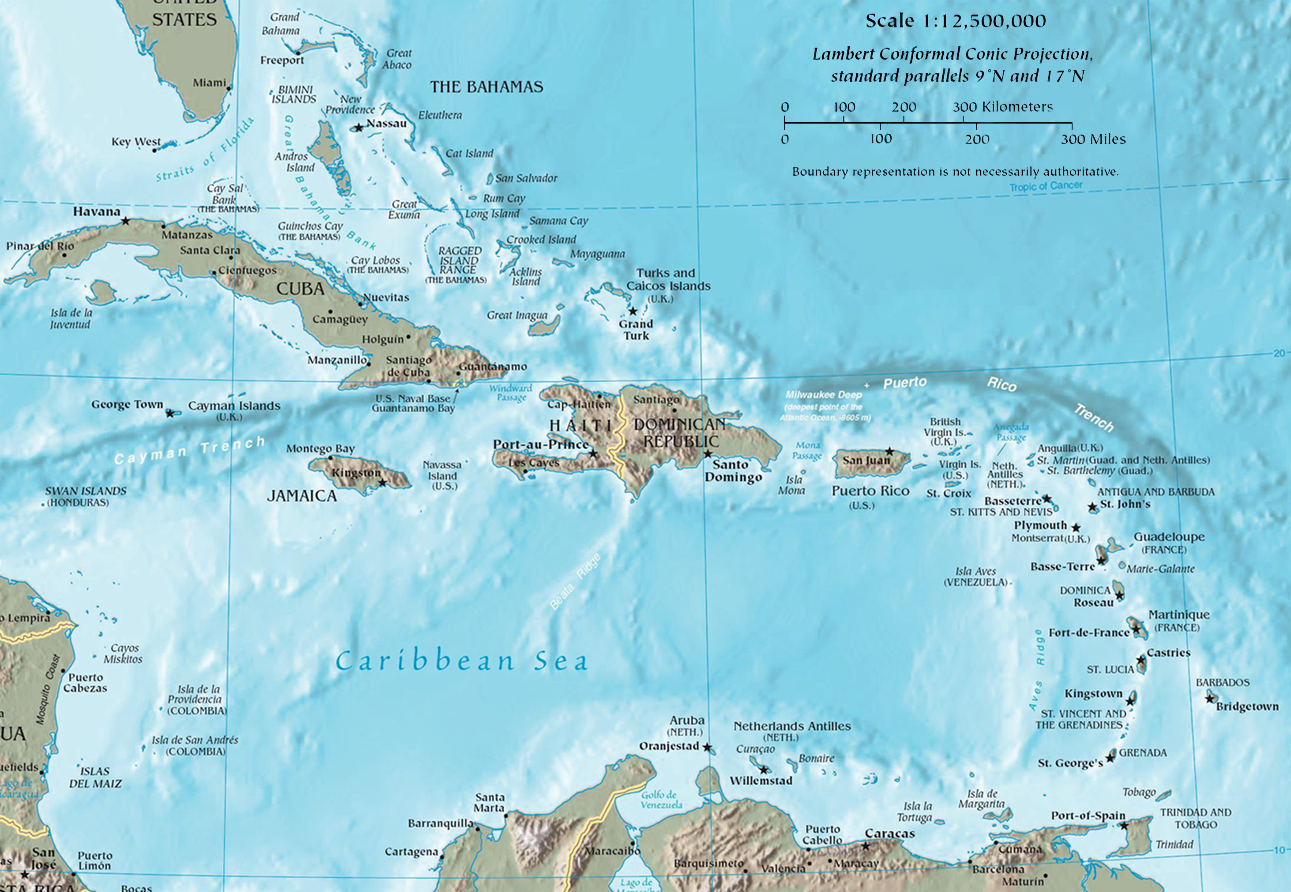
Mapa do Caribe, onde o Vineta passou boa parte do período de 1901 a 1905

A Divisão de Cruzadores da América Oriental foi mantida ao final das operações na Venezuela. O Vineta iniciou uma viagem por portos das Índias Ocidentais, incluindo São Domingos, na República Dominicana, onde uma agitação civil tinha começado. Em algum momento durante esse período, um dos depósitos de munição de 149 milímetros explodiu, mas não causou grandes danos ao navio. Entretanto, este acidente teve consequências duradouras, pois expôs a volatilidade das cargas de propelente alemãs. A Marinha Imperial consequentemente retrabalhou a composição de seu propelente, que foi colocada em serviço em 1914. Este novo propelente mais estável salvou vários cruzadores de batalha da destruição quando seus depósitos de munição foram penetrados pela artilharia britânica na Primeira Guerra Mundial. O cruzador em seguida navegou para Halifax, no Canadá, para outro período de manutenção entre 27 de junho e 2 de setembro. Outras embarcações da divisão também foram dispersadas para outros portos a fim de passarem por reparos, com todos se reencontrando em outubro em Sankt Thomas, nas Índias Ocidentais Dinamarquesas. O capitão de mar Ludwig von Schröder substituiu Scheder em 15 de novembro enquanto o Vineta estava no local.
A embarcação navegou com o resto da divisão pelas Índias Ocidentais de dezembro de 1903 a janeiro de 1904; isto inclui uma parada em Nova Orleães em janeiro. O Vineta visitou Veracruz, no México, de 4 a 13 de fevereiro e então retornou para as Índias Ocidentais. Fez outra visita a Nova Orleães entre 20 de maio e 11 de julho, durante a qual foi visitado pelo presidente estadunidense Theodore Roosevelt. O cruzador então navegou para Charlotte Amalie, a capital das Índias Ocidentais Dinamarquesas. A economia da Dinamarca estava ruim na época e o governo dinamarquês estava interessado em vender o território. A Alemanha considerou adquirir a ilha como um posto de reabastecimento para seus navios, mas as negociações não foram adiante.
O Vineta fez uma viagem pelo litoral da América do Sul, parando em vários portos do Brasil até chegar no Rio de Janeiro em outubro. Enquanto estava no local no dia 5 recebeu ordens de atravessar o Oceano Atlântico até o Sudoeste Africano Alemão, onde uma revolta tinha estourado contra o domínio colonial. A situação estava tensa porque a vizinha Angola estava entregando armas para os rebeldes hererós, ao mesmo tempo que a Segunda Esquadra do Pacífico da Marinha Imperial Russa tinha parado na Angra Pequena para reabastecer. O cruzador não se envolveu em ação alguma, apenas auxiliando o SS Gertrud Woermann a desembarcar soldados, cavalos e suprimentos na noite de 19 para 20 de novembro. O Vineta depois seguiu o cruzador protegido britânico HMS Barrosa e a canhoneira portuguesa Cacongo. Em janeiro de 1905 foi para Kamerunstadt, em Camarões, onde recebeu ordens de voltar para casa. Chegou em Wilhelmshaven em 14 de março, com a Divisão de Cruzadores da América Oriental sendo desfeita no dia seguinte.

### Últimos anos
O Vineta foi designado em 30 de março para a Inspetoria de Torpedos e então foi para o Estaleiro Imperial de Kiel para ser convertido em um navio de teste de torpedos. Sua tripulação foi reduzida enquanto isso. Voltou em serviço em 3 de janeiro de 1906 com o Comando de Testes de Torpedo junto com o cruzador rápido SMS München. Este inicialmente era a capitânia, mas o Vineta o substituiu em 3 de março. O capitão de corveta Eberhard von Mantey assumiu o comando do navio em junho, porém serviu nessa posição apenas brevemente antes de ser substituído pelo capitão de mar Ernst Schäfer. Este foi substituído pelo capitão de fragata Friedrich Schultz em outubro. O cruzador foi usado para testar equipamentos de telegrafia sem fio de 21 de março a 5 de abril de 1907. Em seguida juntou-se aos navios da Unidade de Treinamentos e Testes para um cruzeiro até Vigo, na Espanha, entre 15 de abril e 4 de maio. O Vineta treinou com a frota principal durante as manobras anuais, que ocorreram de 25 de agosto até 7 de setembro, como parte das forças de reconhecimento. A embarcação navegou com a Unidade de Treinamentos e Testes entre 30 de março e 25 de abril de 1908. Passou por sua manutenção periódica de 6 de julho a 5 de setembro, mas nesta altura o cruzador blindado SMS Friedrich Carl o tinha substituído no Comando de Testes de Torpedo, assim o Vineta foi descomissionado.
O comando naval decidiu converter o cruzador em um navio-escola para cadetes navais e aprendizes de marinheiro. Foi para o Estaleiro Imperial de Danzig passar por reformas, que terminaram no início de 1911. O Vineta foi recomissionado em 29 de março sob o comando do capitão de mar Karl Sievers. Embarcou um contingente de cadetes navais para um cruzeiro pela Noruega que durou de 7 de junho até 25 de julho, seguido por um cruzeiro mais longo ao Caribe que começou em 4 de agosto e terminou de volta na Alemanha em 9 de março de 1912. Trocou de cadetes para o novo ano de treinamento, seguindo então para um cruzeiro em julho que passou por Estocolmo na Suécia e Libau na Rússia.
O cruzeiro de longa duração desse ano foi para o Mar Mediterrâneo, começando em 6 de agosto. Navegou durante parte desse período com seu irmão SMS Hertha, enquanto o Geier também estava na região. A Primeira Guerra Balcânica estava em andamento e os búlgaros estavam prestes a marchar para Constantinopla, assim as grandes potências enviaram uma força naval a fim de garantir a segurança de seus cidadãos no Império Otomano. O Vineta e o cruzador de batalha SMS Goeben foram despachados, com o Goeben chegando em 15 de novembro e o Vineta em 9 de dezembro. Os alemães criaram a Divisão do Mediterrâneo, que incluía os dois navios. A frota internacional desembarcou aproximadamente três mil homens, recuando para Creta quando um cessar-fogo parecia iminente. Entretanto, os confrontos recomeçaram em fevereiro de 1913 e a ilha foi tomada pela Grécia. Enquanto isso, o Vineta foi para Alexandria, no Egito, em 2 de janeiro, de onde partiu de volta para a Alemanha, chegando em Kiel em 5 de março. Sievers foi substituído pelo capitão de fragata Wilhelm Adelung, que seria seu último oficial comandante. Embarcou pouco depois um novo grupo de cadetes para uma viagem em Mar Báltico.
Iniciou outro cruzeiro em 11 de agosto, navegando para a América do Sul e Caribe. Outro período de agitação começou no Haiti em janeiro de 1914, fazendo o Vineta navegar para Porto Príncipe a fim de proteger cidadãos alemães. Encontrou-se com o couraçado estadunidense USS South Carolina e o cruzador blindado USS Montana. Os três navios enviaram equipes de desembarque. O presidente haitiano Michel Oreste renunciou na mesma época, com ele e sua família indo para o exílio a bordo do Vineta. Este depois transferiu os Oreste para o cargueiro SS Prinz Eitel Friedrich, que seguiu para a Colômbia. O cruzador voltou para Kiel em 16 de março. Depois fez um cruzeiro por portos suecos como Estocolmo, Visby e Gotemburgo, bem como Glücksburg na Alemanha. Retornou para Wilhelmshaven em 25 de julho, dias antes do início da Primeira Guerra Mundial.
A guerra começou em 28 de julho, época que o navio estava no Estaleiro Imperial de Wilhelmshaven em manutenção. Foi brevemente mobilizado no V Grupo de Reconhecimento, sendo designado em 27 de agosto em deveres de patrulha no Báltico. Participou de uma varredura até Bornholm, mas não encontrou embarcações inimigas. Outra surtida ocorreu em 20 de outubro, desta vez até Lyserort. O comando naval decidiu em novembro retirar o Vineta e seus irmãos do serviço ativo por sua fraca blindagem. Foi descomissionado no dia 16. Inicialmente permaneceu inutilizado em Kiel até ser desarmado e transformado em um alojamento flutuante para tripulações de submarinos, função que desempenhou até o final da guerra em novembro de 1918. Foi removido do registro naval em 6 de dezembro de 1919 e desmontado no ano seguinte em Hamburgo.